# Ernst Rosenqvist
Ernst Edward Rosenqvist (Hèlsinki, 24 d'agost de 1869 - Kuopio, 27 de maig de 1932) va ser un tirador finlandès que va competir a començaments del segle xx.
El 1912 va prendre part en els Jocs Olímpics d'Estocolm, on va guanyar la medalla de bronze en la prova de tir al cérvol, tret simple per equips del programa de tir. En aquests mateixos Jocs també va disputar la prova de tir al cérvol, tret simple, on acabà en 14a posició.